# Антипатър от Тир
Вижте пояснителната страница за други личности с името Антипатър.
Антипатър от Тир (на гръцки: Ἀντίπατρος; 1 век пр.н.е.) e философ стоик. Съвременник е на Катон Млади и Цицерон.
Споменава се в трудовете на Страбон.
Родом е от Тир в Ливан. Автор е на „За длъжностите“ (лат. de Officiis), откъси от които са цитирани от Диоген Лаерций в трактатa „За Космоса“ (гр. περὶ κόσμου).